# Cadillac V-12
Pour le showcar de 2001, voir Cadillac Cien.
La Cadillac V-12 est une voiture haut de gamme fabriquée par Cadillac de 1931 à 1937. 
Toutes ont été vendues avec des carrosseries sur mesure et leur nombre est relativement faible. Seules 10 903 ont été fabriquées durant les sept années de production, dont la majorité la première année. C'est la première, et à ce jour la seule, Cadillac de série à moteur V12.

## Origine
Du milieu à la fin des années 1920, un certain nombre de constructeurs automobiles de luxe ont commencé à développer des moteurs multicylindres. Pour ne pas être en reste, Cadillac a commencé à travailler sur deux moteurs multicylindres différents, un V-12 et un V-16. Larry Fisher, directeur général de Cadillac, a divulgué à la presse des informations sur le V-12, espérant garder le V-16 secret.
Owen Nacker, qui a conçu le moteur Cadillac V-16, a également conçu le moteur Cadillac V-12. Il a partagé l'outillage et de nombreux composants du V-16. Le V-12 était essentiellement un V-16 tronqué, avec un alésage de 3,125" au lieu de 3", et en conservant la course de 4" de la V-16 lui donnant une  déplacement de 368 pouces cubes. Il partageait l'angle d'inclinaison de 45 degrés du V-16, plutôt que l'angle de 60 degrés qui aurait été idéal. Le V-12 était moins puissant que le V-16, générant 135 contre 175 chevaux,. Les deux moteurs étaient équipés de soupapes en tête dans la première génération.

## Séries 370 (1931-1935)
Le modèle 370A V-12 de 1931 a été introduit en octobre 1930. Un roadster V-12 a été utilisé comme pace-car à l'Indianapolis 500. Le Cadillac V-12 avait un empattement plus court que le Cadillac V-16, avec un choix de 140 (3 556 mm) ou 143 pouces (3 632 mm), comparativement aux 148 pouces (3 759 mm) du V-16, mais il offrait un choix similaire de carrosseries semi-personnalisées Fisher et Fleetwood. Il était difficile de distinguer un Cadillac V-12 d'un Cadillac V-16 à moins que vous ne soyez assez proche pour lire le chiffre 12 monté sur la barre de fixation des phares, mais le capot était quatre pouces (102 mm) plus court et les phares et les klaxons plus petites qu'un V-16. Plus important encore, le V-12 coûte environ 2 000 $ de moins pour chaque carrosserie, à partir de 3 795 $. La Cadillac V-12 aurait pu être moins prestigieuse que la Cadillac V-16, mais elle a rejoint un groupe restreint de voitures des années 1930 avec des moteurs multicylindres, à savoir celles fabriquées par Auburn, Franklin, Hispano-Suiza, Horch, Lagonda, Maybach, Packard , Pierce-Arrow, Rolls-Royce, Tatra, Voisin, Walter, Marmon et Lincoln. De plus, grâce à son prix inférieur, il a immédiatement dépassé le Cadillac V-16 avec 5 733 vendus dans l'année-modèle 1931, contre seulement 363 pour le V-16,.
L'apparence de la Serie 370B de 1932 a bénéficié d'une coque de radiateur évasée sur le dessus, de garde-boue plus évasés et de marchepieds courbues. Les changements mécaniques comprenaient un cadre plus rigide et un filtre à huile autonettoyant Cuno monté sur le côté droit du carter d'embrayage. Des carburateurs doubles Detroit Lubricator ont été utilisés à la place des carburateurs Cadillac / Johnson qui faisaient partie de l'équipement standard des Cadillac depuis 20 ans. En grande partie à cause de la Grande Dépression, les ventes ont plongé à 1740 unités,.
Les changements de style de la série 370C de 1933 comprenaient une calandre en V qui se fondait dans la coque de radiateur peinte, un bouchon de radiateur caché sous le capot et des jupes sur les ailes avant et arrière pour un look plus rationalisé. Les fenêtres de ventilation à commande individuelle sans tirage de Fisher étaient une nouvelle caractéristique standard. Les ventes ont encore chuté à 953 voitures,.
La série 370D de 1934 a été encore une fois redessinée, mais cette fois a été montée sur un châssis complètement nouveau. La grille du radiateur inclinée vers l'arrière avec une barre centrale et cinq sections horizontales, le pare-brise incliné encore plus vers l'arrière, les phares ont été enfermés dans de nouveaux boîtiers en forme de larme montés sur des supports profilés, les klaxons ont rejoint le bouchon du radiateur sous le capot, la roue de secours a été dissimulée sous un nouveau pont arrière en castor sur la plupart des modèles et l'ensemble de la voiture était baissé à environ 2 pouces (51 mm) plus bas. Parmi les avancées mécaniques importantes, mentionnons la construction à double châssis en X, la suspension à ressorts hélicoïdaux avant « Knee-Action » qui a considérablement réduit le poids non suspendu et la direction Hotchkiss. La série 370E de 1935 a vu l'ajout du Turret Top Fisher sur les voitures à carrosserie Fisher et une augmentation de la puissance à 150 CV. Les ventes combinées sur les deux années n'ont totalisé que 1098 modèles,.

## Séries 80/85 (1936-1937)
Le Cadillac V-12 a été renommé Séries 80 et 85 en 1936. Les Séries 80 et 85 comportaient respectivement un empattement de 131" et 138". Tous les V-12 étaient maintenant carrossés Fleetwood et avaient des Turret Top. Un total de 901 V-12 ont été vendus en 1936,.
En 1937, la Série 80 a été abandonnée, ne laissant que la Série 85 à empattement long. Les seuls changements mécaniques importants ont été l'adoption d'un filtre à air à bain d'huile et d'un bouchon de radiateur à pression. Les ventes n'étaient que de 478,. La Série 85 a été abandonnée à la fin de 1937[réf. nécessaire].

## Développements ultérieurs
Dans le cadre du programme General Motors V-Future, Cadillac avait un V-12 prévu pour la production à la fin des années 1960. Le programme a conduit à une maquette en fibre de verre d'un coupé Eldorado propulsé par un V-12 qui est resté caché au public jusqu'à ce qu'un article paraisse dans Special Interest Autos en 1984.
Les rapports sur les nouveaux développements du V-12 sont réapparus à la fin des années 80. Cadillac a montré le concept Cadillac Solitaire pleinement fonctionnel en 1989, équipé d'un V-12 de 6,6 litres à DACT et 48 soupapes conçu par Lotus avec injection de carburant multiport.
Un V-12 basé sur Northstar a été présenté dans le concept car Cadillac Cien de 2001, et testé par les ingénieurs de Cadillac comme moteur pour une Cadillac Escalade avec des performances quelque peu améliorées. Un rapport AutoWeek en 2007 a affirmé qu'un V-12 dans la phase de conception devait être basé sur le High Feature V6
Le concept Cadillac Sixteen utilisait un moteur V-16 à tige de poussée tout en aluminium basé sur la même architecture que les développements actuels du V8 à petit bloc de GM,. Une version de production avec un V-8 de base et l'option du moteur V-12 était prévue, mais n'a jamais été approuvée pour la production et a finalement été abandonnée vers 2008.

## Dans la culture populaire
Une Cadillac V-12 Model 370-A apparaît dans l'épisode de Star Trek Une partie des actions.